# 글리제 682
글리제 682는 전갈자리에 있는 적색 왜성으로 지구에서 16.337광년 떨어져 있다. 이 별의 분광형은 M4.5V로, 겉보기 등급은 10.95이고 절대 등급은 12.45이기 때문에 맨눈으로는 볼 수 없다. 천구 상에서 이 별은 전갈자리 세타의 옆에 위치하고 있다. 이 별의 분류기호인 GJ는 이 별을 수록한 항성목록의 공저자 두 명인 빌헬름 글리제와 야레이스의 성에서 머리글자를 조합한 것이다.

## 같이 보기
- 가까운 항성 목록